# Casandra (obra de teatro)

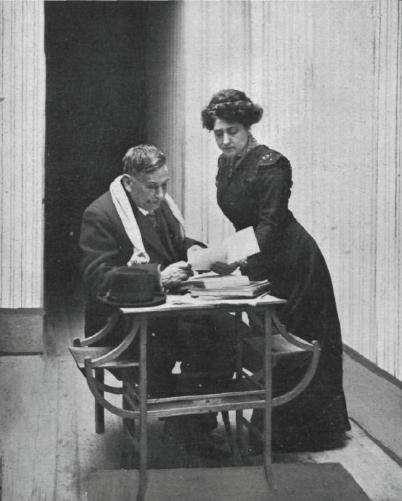
B. P. Galdós y Carmen Cobeña
en un descanso del ensayo
del estreno en 1910

Casandra es una obra de teatro en cuatro actos, de Benito Pérez Galdós, estrenada en el Teatro Español de Madrid el 28 de febrero de 1910. Se trata de una adaptación del autor de su novela homónima, publicada en 1905.

## Argumento
Doña Juana, marquesa de Tobalina es una anciana de la que varios parientes esperan en breve heredar una cuantiosa fortuna. En un arrebato de fe religiosa, doña Juana manifiesta su intención de legar en vida toda su hacienda a la Iglesia, reservando dos millones de pesetas a Rogelio, hijo natural de su difunto marido. Solo pone una condición: que Rogelio abandone a su amante Casandra y permita que los dos hijos de ambos sean educados, lejos de su madre, en un ambiente de valores religiosos. Cuando el plan llega a conocimiento de Casandra, esta da muerte a la anciana antes de que pueda modificar su testamento.

## Representaciones destacadas
- Estreno, 28 de febrero de 1910, en el Teatro Español de Madrid. Fernando Olivier (Chipiona, 1873-Madrid, 1957), director artístico. Intérpretes: Carmen Cobeña (Casandra), Julia Cirera (Doña Juana), Consuelo Badillo (Rosaura), Rafaela Lasheras (Clementina), la señorita García Peñaranda (María Juana), la señorita Sampedro (Beatriz), la señorita Cañete (Pepa), la señora Álvarez (Martina), la señorita González (Severiana), la señorita Baral (institutriz), Ricardo Calvo Agostí (Rogelio), Leovigildo Ruiz Tatay (Alfonso de la Cerda), el señor Comes (Ismael), Rafael Ramírez (Zenón de Guillarte), Ricardo Manso (Insua) y el señor Cobeña (Cebrián).[1][2]
- Teatro Pérez Galdós, Las Palmas de Gran Canaria, 1983. Adaptación: Francisco Nieva. Intérpretes: María José Goyanes (Casandra), Asunción Sancho (Doña Juana), Ignacio Martínez, Fernando Valverde, Guillermo Marín, María Jesús Sirvent, Sonsoles Benedicto, Julia Tejela.